# Никола Стойнов
Никола Павлев Стойнов, с псевдоними Novus, Новус и други, е български анархист, учител и обществен деятел, участник в учредяването на БЗНС.

## Биография
Никола Стойнов е роден на 19 декември 1862 година в Дивдядово, днес квартал на град Шумен. Произхожда от селско семейство, преселници в града, но запазили връзката си със земята. Научава руски език, а по-късно научава и френски език. Два езика, на които си доставя анархистическа литература. През 1882 година завършва едногодишен педагогически курс в Шумен и веднага е назначен за учител в града. След това учителства в Силистра, Варна, село Иланлък, Велики Преслав, отново се връща в Шумен. До пенсионирането си учителства в шуменското село Дивдядово. Често е уволняван поради възгледите и дейностите му.
Изявява се като общественик, критик на изостаналостта в различните области, борец против „духовната тъмнота“. Призовава и работи за реформи в образованието и в обществото като цяло. През 1895 година написва, издава и разпраща две възвания до всички български учители. В едното от тях („Гарантиране правата и свободите на учителя, особено като деятел в обществото“ от 1 май 1895 година) прави изводи и дава препоръки, които и сега звучат актуално: „Дейността на един истински народен учител трябва да е в училище и извън училището, в обществото. Интересите на образованието стоят по-високо от личните и партийни интереси! Кариерата на учителя е не само педагогическа, азбучна, но и обществена. Учителите са ръководители не само на подрастващото поколение, но и свещен светилник в мрака на обществено-политическото заблуждение и предразсъдъци. Ето защо ролята на учителя по необходимост е двойна – педагогическа в училището и обществена в живота“. В „Материалното положение на основния учител и начинът за подобрението му“ дава съвети за промени. В последното си учителско назначение в Дивдядово води вечерни курсове за ограмотяване на възрастни и извършва голяма читалищна дейност.
Никола Стойнов поддържа разнородна обществена дейност, но винаги е съвестен човек, съпричастен към проблемите на хората, толерантен, незлоблив, кротък, без командирска дарба. Взима участие в провеждането на Първия Учителски събор в Казанлък през 1893 година, който основава Българския учителски съюз. От месец февруари 1897 година започва да издава във Варна вестник „Учителско движение“ – негов и на съмишлениците му орган. Като убеден антимилитарист и пацифист отказва да служи в армията и за това е тикнат в русенския затвор. Твърд противник на правителствата на Стефан Стамболов и Константин Стоилов, за които се произнася че са „диктатори и тирани“. Свидетел е на Дуранкулашките събития (съпътствани с полицейски произвол и зверства над селското население, протестиращо срещу данъка десятък), защитава селяните в серия от свои статии. В тях посочва на първо място невежеството и ниската грамотност на управляващите и призовава за повишаване на грамотността и ликвидиране на неграмотността като средства за борба с експлоатацията на едрия капитал. През 1907 година под редакцията на Михаил Герджиков излиза вестник „Свободно общество“, на който сътрудничи заедно с Буйнов, Блъсков и Върбан Килифарски. През 1909 година издава книгата „Положението на земеделеца и нуждите му от образование“ и отново препоръчва „обвързването на земеделския труд с науката и знанията“. Никола Стойнов заедно с Върбан Килифарски създават първия синдикат на селяните във Варна, който в сътрудничество с някои социалисти по-късно се преобразува в Земеделски съюз.
В безвластническото движение участва от ранна възраст, като е и добре запознат, в оригинал на френски и руски език с анархистка литература. Членува във Федерацията на анархо-комунистите и участва в нейните сбирки и акции. На Петия Ямболски конгрес през 1923 година е и най-възрастният сред взелите участие делегати. С ентусиазма и ерудираността си заразява и други младежи, включително и собствения си син. Включен е в „Азбучен указател на анархистите в България“ на Дирекция на полицията в София, отдел Държавна сигурност (8 декември 1926 година) В Държавен архив – Шумен е запазен списък на анархисти, изготвен от Шуменско околийско полицейско управление до Дирекция на полицията – София, с дата 30 октомври 1931 година В него името на Стойнов и на сина му Павел са сред имената на четиринадесет анархисти от Шумен.
След Деветосептемврийския преврат от 1944 година Никола Стойнов не е сред поддържниците на новия режим и логично остава настрана от властта. Отказва членство в партията, постове, ордени и медали. Когато е заплашван с концлагер и затвор не се отказва от идеалите си. На преклонна деветдесетгодишна възраст през 1955 година започва да списва свой ръкописен бюлетин, разлепян по стените на съседи, раздава го на приятели, оставя го по маси в кафенета.
Безвластникът Никола Стойнов умира на 4 февруари 1964 година. Запомнящи са думите на Димо Казасов: „Днес хора като Никола Стойнов са голяма рядкост. Те дори са станали мечта. Той не беше лидер на партия, нито се занимаваше с партизанщина. Остана само народен учител“.